# DDU
DDU – skrót ang. określenia Delivered Duty Unpaid (to a named place of destination), które tłumaczy się dosłownie „dostarczone, cło nieopłacone (do oznaczonego miejsca przeznaczenia)”, oznacza formułę dostawy towaru, w której organizację i koszty załadunku, transportu do nabywcy, ubezpieczenia bierze na siebie sprzedający wraz z ryzykiem związanym z utratą lub uszkodzeniem towaru, który stawiany jest do dyspozycji kupującego pod ustalonym przez niego adresem dostawy. Po stronie nabywcy pozostaje załatwienie i poniesienie ewentualnego cła i opłat granicznych oraz obowiązek rozładunku (i ryzyko, gdyby podczas rozładunku nastąpiło uszkodzenie lub zniszczenie) zakupionego towaru.
Formuła ta różni się od DDP Delivered Duty Paid (to a named place of destination) odpowiedzialnością i odpłatnością za formalności celne, które w przypadku DDP ponosi sprzedawca. Przy dostawach wewnątrz jednego obszaru celnego obie formuły są równoważne.